# Rhipidoglossum mildbraedii
Rhipidoglossum mildbraedii é uma espécie de orquídea, família Orchidaceae, que existe no leste do Zaire. Trata-se de planta epífita, monopodial com caule que mede menos de doze centímetros de comprimento; cujas pequenas flores tem um igualmente pequeno nectário sob o labelo.

## Publicação e sinônimos
- Rhipidoglossum mildbraedii (Kraenzl.) Garay, Bot. Mus. Leafl. 23: 195 (1972).

Sinônimos homotípicos:
- Mystacidium mildbraedii Kraenzl., Bot. Jahrb. Syst. 43: 342 (1909).
- Diaphananthe mildbraedii (Kraenzl.) Schltr., Beih. Bot. Centralbl. 36(2): 97 (1918).
- Angraecopsis mildbraedii (Kraenzl.) R.Rice, Prelim. Checklist & Survey Subtrib. Aerangidinae (Orchidac.): 22 (2005).

Sinônimos heterotípicos:
- Listrostachys tenerrima Kraenzl., Vierteljahrsschr. Naturf. Ges. Zürich 68: 424 (1923).
- Diaphananthe tenerrima (Kraenzl.) Summerh., Bot. Mus. Leafl. 12: 109 (1945).
- Rhipidoglossum tenerrimum (Kraenzl.) Garay, Bot. Mus. Leafl. 23: 196 (1972).